# Walking with Strangers
Walking with Strangers è il terzo album della band canadese The Birthday Massacre. È stato pubblicato nel 2007.

## Tracce
1. Kill The Lights – 3:56
2. Goodnight – 4:03
3. Falling Down – 4:12
4. Unfamiliar – 3:19
5. Red Stars – 3:41
6. Looking Glass – 4:26
7. Science – 4:04
8. Remember Me – 4:07
9. To Die For – 5:05
10. Walking With Strangers – 3:56
11. Weekend – 3:53
12. Movie – 5:03

## Formazione
- Chibi - voce
- Rainbow - chitarra
- M. Falcore - chitarra
- Aslan - basso
- Rhim - batteria